# Tristan Roberti
Tristan Roberti (Ukkel, 10 februari 1984) is een Belgisch politicus voor Ecolo.

## Levensloop
Roberti studeerde in 2008 af als licentiaat in de rechten aan de ULB en behaalde in 2009 een gespecialiseerde master in milieurecht en vastgoedrecht aan de Université Saint-Louis. Hij was van 2017 tot 2019 onderzoeker aan het Instituut voor Milieubeheer en Ruimtelijke Ordening (IGEAT) van de ULB en van 2018 tot 2019 kabinetschef van Christos Doulkeridis, burgemeester van Elsene. Daarnaast was hij van april tot mei 2019 parlementair medewerker van Céline Delforge, Brussels Hoofdstedelijk Parlementslid voor Ecolo.
In oktober 2006 werd Roberti op 22-jarige leeftijd verkozen tot gemeenteraadslid van Watermaal-Bosvoorde, waar hij van september 2009 tot december 2018 schepen was. Hij was bevoegd voor Stedenbouw, Ruimtelijke Ordening, Leefmilieu en Mobiliteit en vanaf 2012 was hij tevens belast met Duurzame Ontwikkeling, Netheid en Jeugd. Na afloop van zijn schepenambt bleef Roberti nog tot in augustus 2020 als gemeenteraadslid zetelen.
Bij de Brusselse gewestverkiezingen van mei 2019 werd Roberti verkozen in het Brussels Hoofdstedelijk Parlement, waar hij voorzitter werd van de commissie Leefmilieu en Energie. Hij zetelde tot aan de verkiezingen van juni 2024 en was toen geen kandidaat meer om zich toe te leggen op de lokale politiek en voor het burgemeesterschap van Watermaal-Bosvoorde te gaan. In oktober 2024 werd hij opnieuw verkozen in de gemeenteraad, maar zijn lijst Ecolo-Groen strandde op de tweede plaats. De partij vormde vervolgens een bestuursmeerderheid met de grootste lijst MR-GM-Les Engagés, die met David Leisterh de burgemeester mocht leveren. Tristan Roberti zelf trad in februari 2025 als OCMW-voorzitter toe tot het bestuur en werd daarnaast fractievoorzitter voor Ecolo-Groen in de gemeenteraad.
Zijn broer Stéphane Roberti is voormalig burgemeester van Vorst.